# Saison 1969-1970 des Bruins de Boston
Autres saisons
La saison 1969-1970 est la 46e saison de hockey sur glace jouée par les Bruins de Boston dans la Ligue nationale de hockey.

## Saison régulière

### Contexte de la saison
L'équipe dirigée par Harry Sinden depuis la 1966-1967 est toujours emmenée par la Espo line de Wayne Cashman, Phil Esposito et Ken Hodge ; ces deux derniers ont terminé la saison précédente aux deux premières places des pointeurs de l'équipe dont les 12 meilleurs, dont le défenseur Bobby Orr, font toujours partie de l'équipe. Dans les buts, ce sont également les mêmes gardiens Gerry Cheevers et Ed Johnston qui gardent leur poste. L'équipe perd cependant le défenseur Ted Green au cours d'un match de pré-saison contre les Blues de Saint-Louis lorsqu'il a le crâne fracturé par un coup de bâton de Wayne Maki qui le laisse à moitié paralysé et nécessite trois opérations pour lui sauver la vie.
Le début de saison des Bruins est presque parfait puisqu'ils enregistrent 6 victoires et 1 match nul au cours des 7 premiers matchs. Ils possèdent alors la meilleure attaque, la meilleure défense et ont presque le double de points de leurs poursuivants. Leur première défaite survient à Toronto le 29 octobre, elle est suivie d'une déroute 2-9 à Montréal ; après 7 matchs sans défaite, les Bruins alignent cette fois-ci 5 matchs sans victoire et passent de la première à la quatrième place de la ligue et de la division Est. Ils remontent à la deuxième place le 18 décembre, place qu'ils ne quittent plus jusqu'au 1er mars et une victoire sur les Blues de Saint-Louis où ils retrouvent la première place ; ils mènent alors la ligue un point devant les Rangers de New York. La fin de saison est alors marquée par la remontée des Black Hawks de Chicago qui remportent 20 de leurs 26 derniers matchs et terminent à égalité de points avec les Bruins mais remportent la ligue en ayant gagné 5 matchs de plus.

### Classement
Nota : V = Victoires, D = Défaites, N = Nuls, BP = Buts pour, BC = Buts contre, Pts = Points, Pun = Minutes de pénalités
| Équipe                 | V  | D  | N  | Pts | BP  | BC  | Pun  |
| ---------------------- | -- | -- | -- | --- | --- | --- | ---- |
| Black Hawks de Chicago | 45 | 22 | 9  | 99  | 250 | 170 | 901  |
| Bruins de Boston       | 40 | 17 | 19 | 99  | 277 | 216 | 1196 |
| Red Wings de Détroit   | 40 | 21 | 15 | 95  | 246 | 199 | 907  |
| Rangers de New York    | 38 | 22 | 16 | 92  | 246 | 189 | 853  |
| Canadiens de Montréal  | 38 | 22 | 16 | 92  | 244 | 201 | 892  |
| Maple Leafs de Toronto | 29 | 34 | 13 | 71  | 222 | 242 | 898  |

### Match après match
Ce tableau reprend les résultats de l'équipe au cours de la saison, les buts marqués par les Bruins étant inscrits en premier.
| Date     | Résultat  | Adversaire                 | Score | Fiche (V-D-N) |
| -------- | --------- | -------------------------- | ----- | ------------- |
| 12 oct.  | victoire  | Rangers de New York        | 2-1   | 1-0-0         |
| 15 oct.  | victoire  | Seals d'Oakland            | 6- 0  | 2-0-0         |
| 18 oct.  | match nul | @ Penguins de Pittsburgh   | 3-3   | 2-0-1         |
| 19 oct.  | victoire  | Penguins de Pittsburgh     | 4-0   | 3-0-1         |
| 22 oct.  | victoire  | @ North Stars du Minnesota | 3-2   | 4-0-1         |
| 24 oct.  | victoire  | @ Seals d'Oakland          | 4-2   | 5-0-1         |
| 25 oct.  | victoire  | @ Kings de Los Angeles     | 3-2   | 6-0-1         |
| 29 oct.  | défaite   | @ Maple Leafs de Toronto   | 2-4   | 6-1-1         |
| 1 nov.   | défaite   | @ Canadiens de Montréal    | 2-9   | 6-2-1         |
| 2 nov.   | match nul | Maple Leafs de Toronto     | 4-4   | 6-2-2         |
| 5 nov.   | match nul | Blues de Saint-Louis       | 4-4   | 6-2-3         |
| 8 nov.   | défaite   | @ Red Wings de Détroit     | 2-3   | 6-3-3         |
| 10 nov.  | victoire  | Seals d'Oakland            | 8-3   | 7-3-3         |
| 13 nov.  | victoire  | Red Wings de Détroit       | 3-1   | 8-3-3         |
| 15 nov.  | défaite   | Rangers de New York        | 5-6   | 8-4-3         |
| 16 nov.  | victoire  | Kings de Los Angeles       | 7-4   | 9-4-3         |
| 21 nov.  | match nul | @ Black Hawks de Chicago   | 2-2   | 9-4-4         |
| 23 nov.  | match nul | Canadiens de Montréal      | 2-2   | 9-4-5         |
| 26 nov.  | défaite   | @ Rangers de New York      | 0-3   | 9-5-5         |
| 27 nov.  | victoire  | Flyers de Philadelphie     | 6-4   | 10-5-5        |
| 29 nov.  | match nul | @ Canadiens de Montréal    | 2-2   | 10-5-6        |
| 30 nov.  | victoire  | Maple Leafs de Toronto     | 4-1   | 11-5-6        |
| 4 déc.   | match nul | @ Red Wings de Détroit     | 4-4   | 11-5-7        |
| 6 déc.   | victoire  | Black Hawks de Chicago     | 6-1   | 12-5-7        |
| 7 déc.   | match nul | North Stars du Minnesota   | 2-2   | 12-5-8        |
| 10 déc.  | défaite   | @ Rangers de New York      | 2-5   | 12-6-8        |
| 11 déc.  | victoire  | Rangers de New York        | 2-1   | 13-6-8        |
| 13 déc.  | victoire  | @ Flyers de Philadelphie   | 5-3   | 14-6-8        |
| 14 déc.  | victoire  | Penguins de Pittsburgh     | 2-1   | 15-6-8        |
| 18 déc.  | match nul | @ Blues de Saint-Louis     | 3-3   | 15-6-9        |
| 20 déc.  | victoire  | @ Penguins de Pittsburgh   | 6-4   | 16-6-9        |
| 21 déc.  | défaite   | Canadiens de Montréal      | 2-5   | 16-7-9        |
| 25 déc.  | victoire  | Kings de Los Angeles       | 7-1   | 17-7-9        |
| 28 déc.  | victoire  | @ Flyers de Philadelphie   | 5-4   | 18-7-9        |
| 31 déc.  | défaite   | @ Red Wings de Détroit     | 1-5   | 18-8-9        |
| 3 jan.   | victoire  | @ Kings de Los Angeles     | 6-2   | 19-8-9        |
| 7 jan.   | victoire  | @ Seals d'Oakland          | 6-1   | 20-8-9        |
| 10 jan.  | défaite   | @ Maple Leafs de Toronto   | 3-4   | 20-9-9        |
| 11 jan.  | victoire  | Seals d'Oakland            | 6-3   | 21-9-9        |
| 15 jan.  | victoire  | Kings de Los Angeles       | 6-3   | 22-9-9        |
| 17 jan.  | défaite   | Black Hawks de Chicago     | 0-1   | 22-10-9       |
| 18 jan.  | victoire  | Canadiens de Montréal      | 6-3   | 23-10-9       |
| 22 jan.  | match nul | Flyers de Philadelphie     | 3-3   | 23-10-10      |
| 24 jan.  | défaite   | @ Rangers de New York      | 1-8   | 23-11-10      |
| 25 jan.  | victoire  | Penguins de Pittsburgh     | 3-1   | 24-11-10      |
| 29 jan.  | victoire  | North Stars du Minnesota   | 6-5   | 25-11-10      |
| 31 jan.  | match nul | @ Canadiens de Montréal    | 3-3   | 25-11-11      |
| 1 fév.   | victoire  | Maple Leafs de Toronto     | 7-6   | 26-11-11      |
| 4 fév.   | défaite   | @ Black Hawks de Chicago   | 4-8   | 26-12-11      |
| 5 fév.   | victoire  | Flyers de Philadelphie     | 5-1   | 27-12-11      |
| 7 fév.   | match nul | Red Wings de Détroit       | 2-2   | 27-12-12      |
| 8 fév.   | victoire  | Blues de Saint-Louis       | 7-1   | 28-12-12      |
| 11 fév.  | victoire  | @ Blues de Saint-Louis     | 3-2   | 29-12-12      |
| 14 fév.  | victoire  | @ Penguins de Pittsburgh   | 3-0   | 30-12-12      |
| 17 fév.  | match nul | @ Seals d'Oakland          | 3-3   | 30-12-13      |
| 18 fév.  | match nul | @ Kings de Los Angeles     | 5-5   | 30-12-14      |
| 21 fév.  | victoire  | @ North Stars du Minnesota | 4-2   | 31-12-14      |
| 22 fév.  | défaite   | @ Black Hawks de Chicago   | 3-6   | 31-13-14      |
| 26 fév.  | victoire  | Rangers de New York        | 5-3   | 32-13-14      |
| 28 fév.  | victoire  | Black Hawks de Chicago     | 3-0   | 33-13-14      |
| 1er mars | victoire  | Blues de Saint-Louis       | 3-1   | 34-13-14      |
| 4 mars   | défaite   | @ Blues de Saint-Louis     | 1-3   | 34-14-14      |
| 7 mars   | match nul | @ Flyers de Philadelphie   | 5-5   | 34-14-15      |
| 8 mars   | victoire  | Canadiens de Montréal      | 2-0   | 35-14-15      |
| 11 mars  | match nul | @ Black Hawks de Chicago   | 0-0   | 35-14-16      |
| 14 mars  | défaite   | @ Maple Leafs de Toronto   | 1-2   | 35-15-16      |
| 15 mars  | match nul | Red Wings de Détroit       | 5-5   | 35-15-17      |
| 19 mars  | victoire  | Black Hawks de Chicago     | 3-1   | 36-15-17      |
| 21 mars  | défaite   | @ North Stars du Minnesota | 4-5   | 36-16-17      |
| 22 mars  | victoire  | North Stars du Minnesota   | 5-0   | 37-16-17      |
| 25 mars  | victoire  | @ Rangers de New York      | 3-1   | 38-16-17      |
| 28 mars  | match nul | Red Wings de Détroit       | 5-5   | 38-16-18      |
| 29 mars  | match nul | @ Red Wings de Détroit     | 2-2   | 38-16-19      |
| 1 avr.   | défaite   | @ Canadiens de Montréal    | 3-6   | 38-17-19      |
| 4 avr.   | victoire  | @ Maple Leafs de Toronto   | 4-2   | 39-17-19      |
| 5 avr.   | victoire  | Maple Leafs de Toronto     | 3-1   | 40-17-19      |

### Classement des joueurs
- * Les statistiques écrites en gras sont celles des meneurs de l'équipe.

| Joueur              | Poste | PJ | B  | A  | Pts | Pun | Commentaire                                       |
| ------------------- | ----- | -- | -- | -- | --- | --- | ------------------------------------------------- |
| Bobby Orr           | D     | 76 | 33 | 87 | 120 | 125 |                                                   |
| Phil Esposito       | C     | 76 | 43 | 56 | 99  | 50  |                                                   |
| John McKenzie (en)  | AD    | 72 | 29 | 41 | 70  | 114 |                                                   |
| Johnny Bucyk        | AG    | 76 | 31 | 38 | 69  | 13  |                                                   |
| Fred Stanfield      | AG    | 73 | 23 | 35 | 58  | 14  |                                                   |
| Ken Hodge           | AD    | 72 | 25 | 29 | 54  | 87  |                                                   |
| Derek Sanderson     | C     | 50 | 18 | 23 | 41  | 118 |                                                   |
| Ed Westfall         | AD    | 72 | 14 | 22 | 36  | 28  |                                                   |
| Wayne Cashman       | AD    | 70 | 9  | 26 | 35  | 79  |                                                   |
| Wayne Carleton (en) | C     | 42 | 6  | 19 | 25  | 23  | Termine la saison avec les Maple Leafs de Toronto |
| Dallas Smith (en)   | D     | 75 | 7  | 17 | 24  | 119 |                                                   |
| Jim Lorentz (en)    | C     | 68 | 7  | 16 | 23  | 30  |                                                   |
| Garnet Bailey       | AG    | 58 | 11 | 11 | 22  | 82  |                                                   |
| Don Awrey           | D     | 63 | 3  | 10 | 13  | 120 |                                                   |
| Don Marcotte        | AG    | 35 | 9  | 3  | 12  | 14  |                                                   |
| Rick Smith          | D     | 69 | 2  | 8  | 10  | 65  |                                                   |
| Gary Doak (en)      | D     | 44 | 1  | 7  | 8   | 63  |                                                   |
| Ron Murphy          | AG    | 20 | 2  | 5  | 7   | 8   |                                                   |
| Jim Harrison        | C     | 23 | 3  | 1  | 4   | 16  | Termine la saison avec les Maple Leafs de Toronto |
| Bill Speer          | D     | 27 | 1  | 3  | 4   | 4   |                                                   |
| Tom Webster         | AD    | 2  | 0  | 1  | 1   | 2   |                                                   |
| Frank Spring        | AD    | 1  | 0  | 0  | 0   | 0   |                                                   |
| Nick Beverley (en)  | D     | 2  | 0  | 0  | 0   | 2   |                                                   |
| Bill Lesuk (en)     | AG    | 3  | 0  | 0  | 0   | 0   |                                                   |
| Barry Wilkins (en)  | D     | 6  | 0  | 0  | 0   | 2   |                                                   |

| Joueur         | PJ | V  | D | N  | Min   | Bc  | Bl | Moy  |
| -------------- | -- | -- | - | -- | ----- | --- | -- | ---- |
| Gerry Cheevers | 41 | 24 | 8 | 8  | 2 384 | 108 | 4  | 2,72 |
| Eddie Johnston | 37 | 16 | 9 | 11 | 2 176 | 108 | 3  | 2,98 |

## Séries éliminatoires
Ayant terminé à la deuxième place de la division Est, les Bruins sont opposés aux Rangers de New York qui ont fini à la 4e place de la division en se qualifiant in-extremis aux dépens des Canadiens de Montréal. En effet, les deux franchises ont terminé avec le même nombre de points, de matchs gagnés, perdus et nuls. Elles n'ont été départagées que par le nombre de buts marqués. Le premier match, disputé à Boston, est remporté 8-2 avec 3 buts de Esposito 2 de Orr. Après une 2e victoire des Bruins 5-3, toujours à Boston, le 3e match est disputé à New York. Après 1 minute 31 de jeu, une échauffourée éclate : Derek Sanderson des Bruins et Dave Balon des Rangers sont exclus du match en plus de pénalités données à 4 autres joueurs ; à l'issue de la première période, les deux équipes ont écopé d'un total de 132 minutes de pénalité. Le match se termine sur une victoire 4-3 des Rangers et un nouveau record de pénalités pour un seul match de séries éliminatoires avec 174 minutes distribuées aux deux équipes. Les Bruins perdent ensuite le match suivant, encore joué à New York avant de remporter les deux suivants et se qualifier pour la demi-finale de la Coupe Stanley.
Ils rencontrent ensuite les Black Hawks de Chicago qui les ont coiffé pour le titre de champion de la saison régulière et qui ont battu les Red Wings de Détroit en 4 matchs. Les Bruins remportent la série en 4 matchs et se qualifie pour la 11e finale de leur histoire, la 1re depuis 12 ans et la défaite en 1958 contre les Canadiens de Montréal. La finale les oppose aux Blues de Saint-Louis, vainqueurs de la division Ouest mais avec 13 points de moins que les Bruins. Les 3 premiers matchs sont remportés facilement par les Bruins 6-1, 6-2 puis 4-1 ; le 4e match est plus disputé et se joue en prolongation et c'est Bobby Orr qui marque le but vainqueur après 40 secondes de jeu qui permet aux Bruins de remporter la 4e Coupe Stanley de leur histoire.
En plus du gain de la Coupe Stanley, Bobby Orr est consacré meilleur joueur de la saison par la LNH qui le récompense plusieurs fois : il remporte les trophées Hart, Conn-Smythe, James-Norris, plus-moins de la LNH et Art-Ross qu'il est le premier défenseur à remporter.

### Arbre de qualification
|  | Quarts de finale             | Quarts de finale         | Quarts de finale               | Quarts de finale       |                       |                       | Demi-finales           | Demi-finales           | Demi-finales           | Demi-finales           |  |  | Finale            | Finale            | Finale            | Finale            |
|  |                              |                          |                                |                        |                       |                       |                        |                        |                        |                        |  |  |                   |                   |                   |                   |
|  | 8, 9, 11 et 12 avril         | 8, 9, 11 et 12 avril     | 8, 9, 11 et 12 avril           | 8, 9, 11 et 12 avril   |                       |                       | 19, 21, 23 et 26 avril | 19, 21, 23 et 26 avril | 19, 21, 23 et 26 avril | 19, 21, 23 et 26 avril |  |  | 3, 5, 7 et 10 mai | 3, 5, 7 et 10 mai | 3, 5, 7 et 10 mai | 3, 5, 7 et 10 mai |
|  | 8, 9, 11 et 12 avril         | 8, 9, 11 et 12 avril     | 8, 9, 11 et 12 avril           | 8, 9, 11 et 12 avril   |                       |                       | 19, 21, 23 et 26 avril | 19, 21, 23 et 26 avril | 19, 21, 23 et 26 avril | 19, 21, 23 et 26 avril |  |  | 3, 5, 7 et 10 mai | 3, 5, 7 et 10 mai | 3, 5, 7 et 10 mai | 3, 5, 7 et 10 mai |
|  | Blackhawks de Chicago        | Blackhawks de Chicago    | 4                              | 4                      |                       |                       | 19, 21, 23 et 26 avril | 19, 21, 23 et 26 avril | 19, 21, 23 et 26 avril | 19, 21, 23 et 26 avril |  |  | 3, 5, 7 et 10 mai | 3, 5, 7 et 10 mai | 3, 5, 7 et 10 mai | 3, 5, 7 et 10 mai |
|  | Blackhawks de Chicago        | Blackhawks de Chicago    | 4                              | 4                      |                       |                       | 19, 21, 23 et 26 avril | 19, 21, 23 et 26 avril | 19, 21, 23 et 26 avril | 19, 21, 23 et 26 avril |  |  | 3, 5, 7 et 10 mai | 3, 5, 7 et 10 mai | 3, 5, 7 et 10 mai | 3, 5, 7 et 10 mai |
|  | Red Wings de Détroit         | Red Wings de Détroit     | 0                              | 0                      |                       |                       | 19, 21, 23 et 26 avril | 19, 21, 23 et 26 avril | 19, 21, 23 et 26 avril | 19, 21, 23 et 26 avril |  |  | 3, 5, 7 et 10 mai | 3, 5, 7 et 10 mai | 3, 5, 7 et 10 mai | 3, 5, 7 et 10 mai |
|  | Red Wings de Détroit         | Red Wings de Détroit     | 0                              | 0                      | Blackhawks de Chicago | Blackhawks de Chicago | 0                      | 0                      |                        |                        |  |  | 3, 5, 7 et 10 mai | 3, 5, 7 et 10 mai | 3, 5, 7 et 10 mai | 3, 5, 7 et 10 mai |
|  | 8, 9, 11, 12, 14 et 16 avril |                          |                                |                        | Blackhawks de Chicago | Blackhawks de Chicago | 0                      | 0                      |                        |                        |  |  | 3, 5, 7 et 10 mai | 3, 5, 7 et 10 mai | 3, 5, 7 et 10 mai | 3, 5, 7 et 10 mai |
|  |                              |                          | Bruins de Boston               | Bruins de Boston       | 4                     | 4                     |                        |                        |                        |                        |  |  | 3, 5, 7 et 10 mai | 3, 5, 7 et 10 mai | 3, 5, 7 et 10 mai | 3, 5, 7 et 10 mai |
|  | Bruins de Boston             | Bruins de Boston         | Bruins de Boston               | Bruins de Boston       | 4                     | 4                     | 4                      | 4                      |                        |                        |  |  | 3, 5, 7 et 10 mai | 3, 5, 7 et 10 mai | 3, 5, 7 et 10 mai | 3, 5, 7 et 10 mai |
|  | Bruins de Boston             | Bruins de Boston         | 19, 21, 23, 26, 28 et 30 avril |                        |                       |                       | 4                      | 4                      |                        |                        |  |  | 3, 5, 7 et 10 mai | 3, 5, 7 et 10 mai | 3, 5, 7 et 10 mai | 3, 5, 7 et 10 mai |
|  | Rangers de New York          | Rangers de New York      | 2                              | 2                      |                       |                       |                        |                        |                        |                        |  |  | 3, 5, 7 et 10 mai | 3, 5, 7 et 10 mai | 3, 5, 7 et 10 mai | 3, 5, 7 et 10 mai |
|  | Rangers de New York          | Rangers de New York      | 2                              | 2                      | Bruins de Boston      | Bruins de Boston      | 4                      | 4                      |                        |                        |  |  |                   |                   |                   |                   |
|  | 8, 9, 11 et 12 avril         |                          |                                |                        | Bruins de Boston      | Bruins de Boston      | 4                      | 4                      |                        |                        |  |  |                   |                   |                   |                   |
|  |                              |                          | Blues de Saint-Louis           | Blues de Saint-Louis   | 0                     | 0                     |                        |                        |                        |                        |  |  |                   |                   |                   |                   |
|  | North Stars du Minnesota     | North Stars du Minnesota | Blues de Saint-Louis           | Blues de Saint-Louis   | 0                     | 0                     | 2                      | 2                      |                        |                        |  |  |                   |                   |                   |                   |
|  | North Stars du Minnesota     | North Stars du Minnesota |                                |                        |                       |                       |                        |                        |                        |                        |  |  |                   |                   |                   |                   |
|  | Blues de Saint-Louis         | Blues de Saint-Louis     | 4                              | 4                      |                       |                       |                        |                        |                        |                        |  |  |                   |                   |                   |                   |
|  | Blues de Saint-Louis         | Blues de Saint-Louis     | 4                              | 4                      | Blues de Saint-Louis  | Blues de Saint-Louis  | 4                      | 4                      |                        |                        |  |  |                   |                   |                   |                   |
|  | 20, 22 et 25 mars            |                          |                                |                        | Blues de Saint-Louis  | Blues de Saint-Louis  | 4                      | 4                      |                        |                        |  |  |                   |                   |                   |                   |
|  |                              |                          | Penguins de Pittsburgh         | Penguins de Pittsburgh | 2                     | 2                     |                        |                        |                        |                        |  |  |                   |                   |                   |                   |
|  | Penguins de Pittsburgh       | Penguins de Pittsburgh   | Penguins de Pittsburgh         | Penguins de Pittsburgh | 2                     | 2                     | 4                      | 4                      |                        |                        |  |  |                   |                   |                   |                   |
|  | Penguins de Pittsburgh       | Penguins de Pittsburgh   |                                |                        |                       |                       |                        | 4                      |                        |                        |  |  |                   |                   |                   |                   |
|  | Seals d'Oakland              | Seals d'Oakland          | 0                              | 0                      |                       |                       |                        |                        |                        |                        |  |  |                   |                   |                   |                   |
|  | Seals d'Oakland              | Seals d'Oakland          | 0                              | 0                      |                       |                       |                        |                        |                        |                        |  |  |                   |                   |                   |                   |
|  |                              |                          |                                |                        |                       |                       |                        |                        |                        |                        |  |  |                   |                   |                   |                   |

### Classement des joueurs
- * Les statistiques écrites en gras sont celles des meneurs de l'équipe.

| Joueur              | Poste | PJ | B  | A  | Pts | Pun |
| ------------------- | ----- | -- | -- | -- | --- | --- |
| Phil Esposito       | C     | 14 | 13 | 14 | 27  | 16  |
| Bobby Orr           | D     | 14 | 9  | 11 | 20  | 14  |
| Johnny Bucyk        | AG    | 14 | 11 | 8  | 19  | 2   |
| John McKenzie (en)  | AD    | 14 | 5  | 12 | 17  | 35  |
| Fred Stanfield      | AG    | 14 | 4  | 12 | 16  | 6   |
| Ken Hodge           | AD    | 14 | 3  | 10 | 13  | 17  |
| Derek Sanderson     | C     | 14 | 5  | 4  | 9   | 72  |
| Wayne Cashman       | AD    | 14 | 5  | 4  | 9   | 50  |
| Ed Westfall         | AD    | 14 | 3  | 5  | 8   | 4   |
| Wayne Carleton (en) | C     | 14 | 2  | 4  | 6   | 14  |
| Don Awrey           | D     | 14 | 0  | 5  | 5   | 32  |
| Rick Smith          | D     | 14 | 1  | 3  | 4   | 17  |
| Dallas Smith (en)   | D     | 14 | 0  | 3  | 3   | 19  |
| Don Marcotte        | AG    | 14 | 2  | 0  | 2   | 11  |
| Jim Lorentz (en)    | C     | 11 | 1  | 0  | 1   | 4   |
| Bill Speer          | D     | 8  | 1  | 0  | 1   | 4   |
| Gary Doak (en)      | D     | 8  | 0  | 0  | 0   | 9   |
| Bill Lesuk (en)     | AG    | 2  | 0  | 0  | 0   | 0   |
| Danny Schock        | AG    | 1  | 0  | 0  | 0   | 0   |

| Joueur         | PJ | V  | D | Min | Bc | Bl | Moy  |
| -------------- | -- | -- | - | --- | -- | -- | ---- |
| Gerry Cheevers | 13 | 12 | 1 | 781 | 29 | 0  | 2,23 |
| Eddie Johnston | 1  | 0  | 1 | 60  | 4  | 0  | 4,00 |